# Sorano de Éfeso

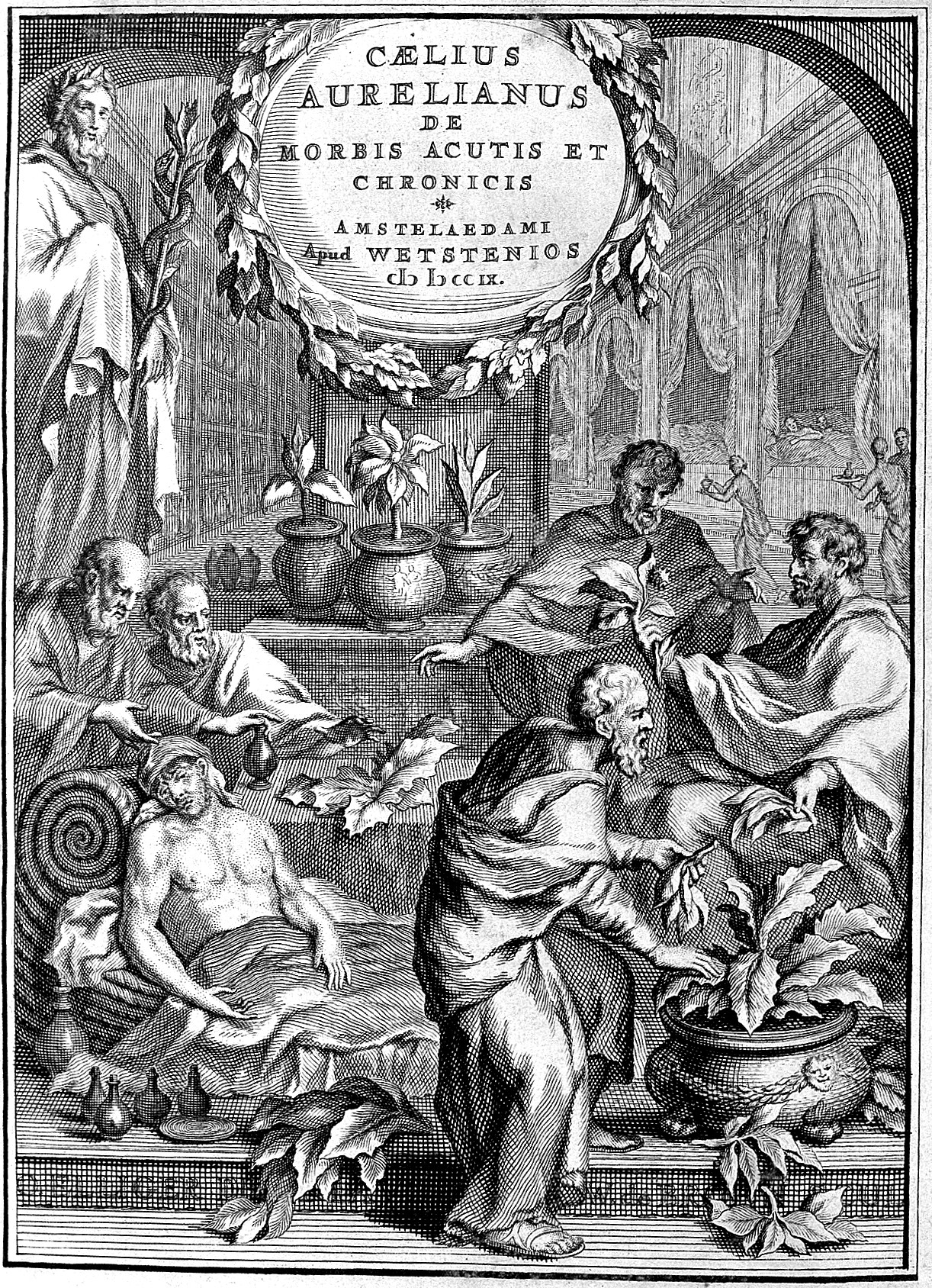
Asclepio (izquierda superior) y personas enfermas siendo tratadas con hierbas.

Sorano de Éfeso (98-138 d. C.) fue un médico griego, ejerció su profesión en Alejandría y luego en Roma, fue uno de los principales representantes de la escuela metódica y autor de la primera biografía conocida de Hipócrates.
Sus tratados sobre las enfermedades de la mujer le llevaron a ser considerado uno de los padres de la ginecología. La primera parte de su obra trata sobre las comadronas. A continuación describe la anatomía de los genitales femeninos, compendia sus funciones, y trata aspectos fisiológicos de la menstruación, y del embarazo. Continua con un tratado sobre el parto y cómo debe ser atendida la madre y el recién nacido durante el mismo. Finaliza con un apartado de enfermedades.
Por otra parte, Sorano de Éfeso fue pionero en el uso terapéutico del litio al recomendar bañarse en cascadas de aguas alcalinas a quienes padecían «de manía y de melancolía». Asimismo, describía a la manía y a la melancolía como distintas enfermedades con etiologías separadas, sin embargo, él reconocía que «muchos otros consideran a la melancolía una forma de la enfermedad llamada manía».